# Cohors I Helvetiorum
La Cohors I Helvetiorum fue una unidad auxiliar del Ejército romano, del tipo Cohors quinquagenaria peditata, creada en el segundo tercio del siglo II y destruida a finales del siglo II, siendo adscrita a la guarnición de la provincia Germania Superior.

## Historia
Esta cohorte fue reclutada de entre los habitantes de la civitas Helvetiorum, formada por la incorporación al Imperio Romano de la tribu gala de los helvecios, que habían sido derrotados por Julio César y colocados bajo dominio romano, para ser asignados por Augusto al distrito militar, luego provincia, de Germania Superior. La fecha de su creación es dudosa, ya que no se conserva ninguna referencia a la unidad en ningún Diploma Militaris, pero debió ser reclutada a finales del imperio de Adriano o comienzos del de Antonino Pío, para reforzar el siempre inestable limes germano, del que se habían extraído unidades auxiliares para enviarlas a otros teatros de operaciones.

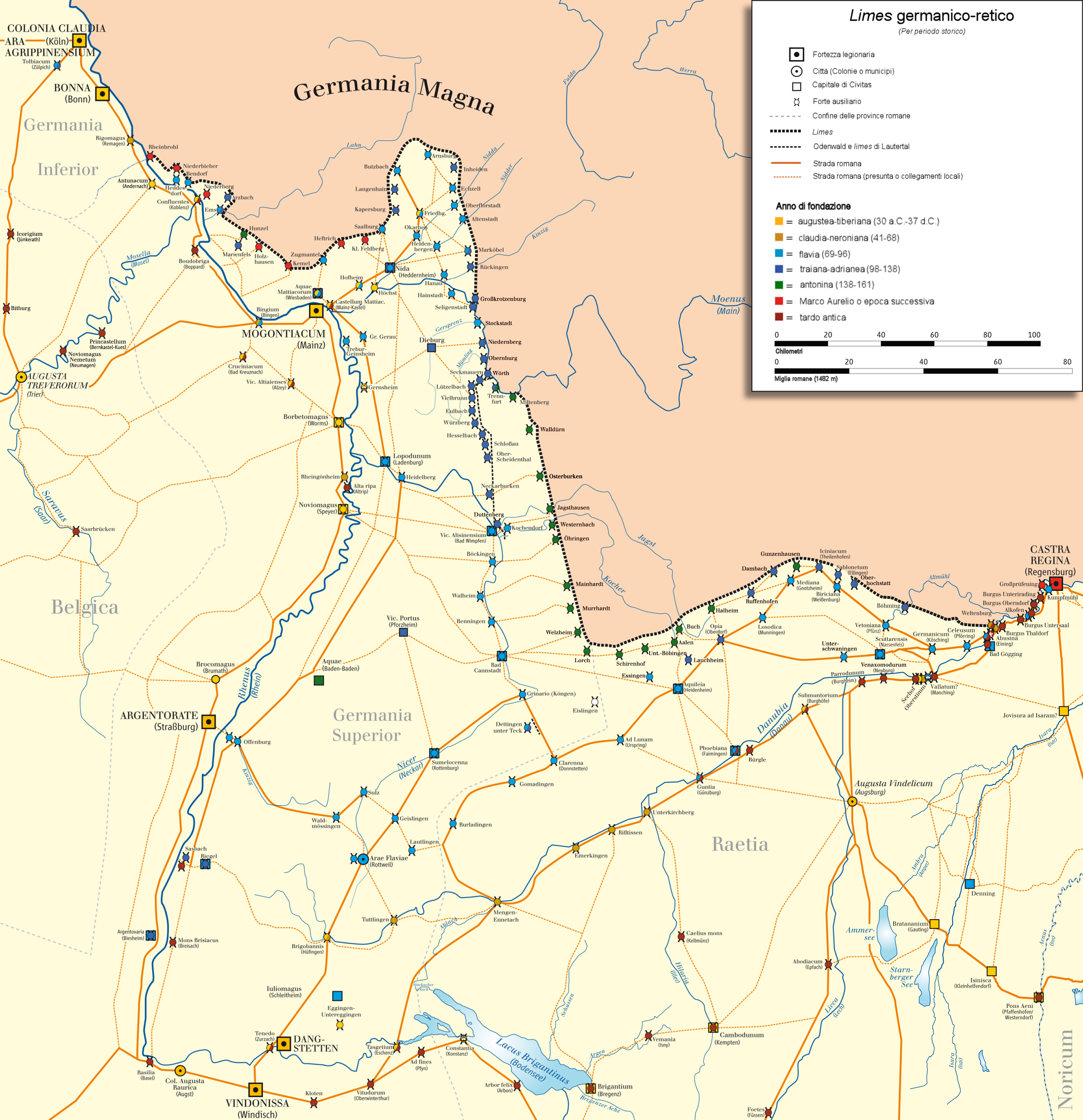
Mapa del limes de Germania Superior, en el aparecen las dos fortalezas base de la Cohors I Helvetiorum en Böckingen y Vicus Aurelius/Ohringen.

Su primera guarnición fue el castellum Böckingen (Alemania), lugar en el que se conservan tres inscripciones votivas, que nos indican que, interinamente, fue mandada en dos ocasiones por sendos centuriones de la Legio VIII Augusta, acuartelada en la cercana Argentorate (Estrasburgo, Francia) y normalmente por Praefecti cohortis:
- Inscripción dedicada a Fortuna en 148 por el centurión de la VIII Augusta con el título de Praepositus Nasellius Procclianus.[1]

- Dedicatoria a las Matres Senonis, deidad de origen celta, como los helvecios que formaban parte de la unidad, erigida por el centurión de la VIII Augusta, actuando como Praepositus, Valerius Citus.[2]

- Epígrafe erigido en honor de los Campestris, divinidades célticas, como los soldados de la unidad, por el Praefectus Caius Sanctinius Aeternus.[3]

En 159, bajo Antonino Pío, en relación con el desplazamiento hacia el este de la frontera de Germania Superior unos 30 km., la unidad fue traslada al nuevo castellum Vicus Aurelius (Ohringen, Alemania), donde se conservan materiales de construcción sellados con su figlina. Dentro del contexto de las guerras marcomanas, bajo Marco Aurelio, dos inscripciones votivas fueron erigidas en honor de varios dioses bajo el gobierno de Publio Cornelio Anulino como legado de Germania Superior, entre 176 y 180/181 por el centurión legionario Valerius Titius, que dirigía la Cohors I Helvetiorum y dos unidades irregulares de infantería, el Numerus Brittonum, reclutado en la provincia Britannia y el Numerus Aurelianensis, formado por levas locales de la zona de influencia del castellum base de la I Helvetiorum, indicando la precariedad de recursos del Imperio al final de un largo período de guerras.
La unidad no aparece encionada en ninguna inscripción posterior a los inicios del imperio de Cómodo, por lo que debió ser destruida durante la guerra civil entre Septimio Severo y Clodio Albino en 196.